# Tripogon bromoides
Tripogon bromoides är en gräsart som beskrevs av Albrecht Wilhelm Roth. Tripogon bromoides ingår i släktet Tripogon och familjen gräs. Inga underarter finns listade i Catalogue of Life.